# Варесе (озеро)
Варесе, Варезе (итал. Lago di Varese) — озеро ледникового происхождения в итальянской провинции Варесе (Ломбардия). Озеро расположено на высоте 238 м над уровнем моря. Средняя глубина — 11 м, максимальная — 26 м, площадь поверхности — 14,95 км².
На берегах озера расположено 9 коммун: Аццате, Барделло, Бьяндронно, Бодио-Ломнаго, Бугуджате, Галлиате-Ломбардо, Каццаго-Браббия, Гавирате и Варесе. Озеро известно своей формой, напоминающей башмак. Оно является одним из так называемых «семи озёр провинции Варесе».
В районе озера Варезе обитает около 170 видов птиц, среди которых белоглазый нырок, серая утка, большая выпь и рыжая цапля.

## Виды озера

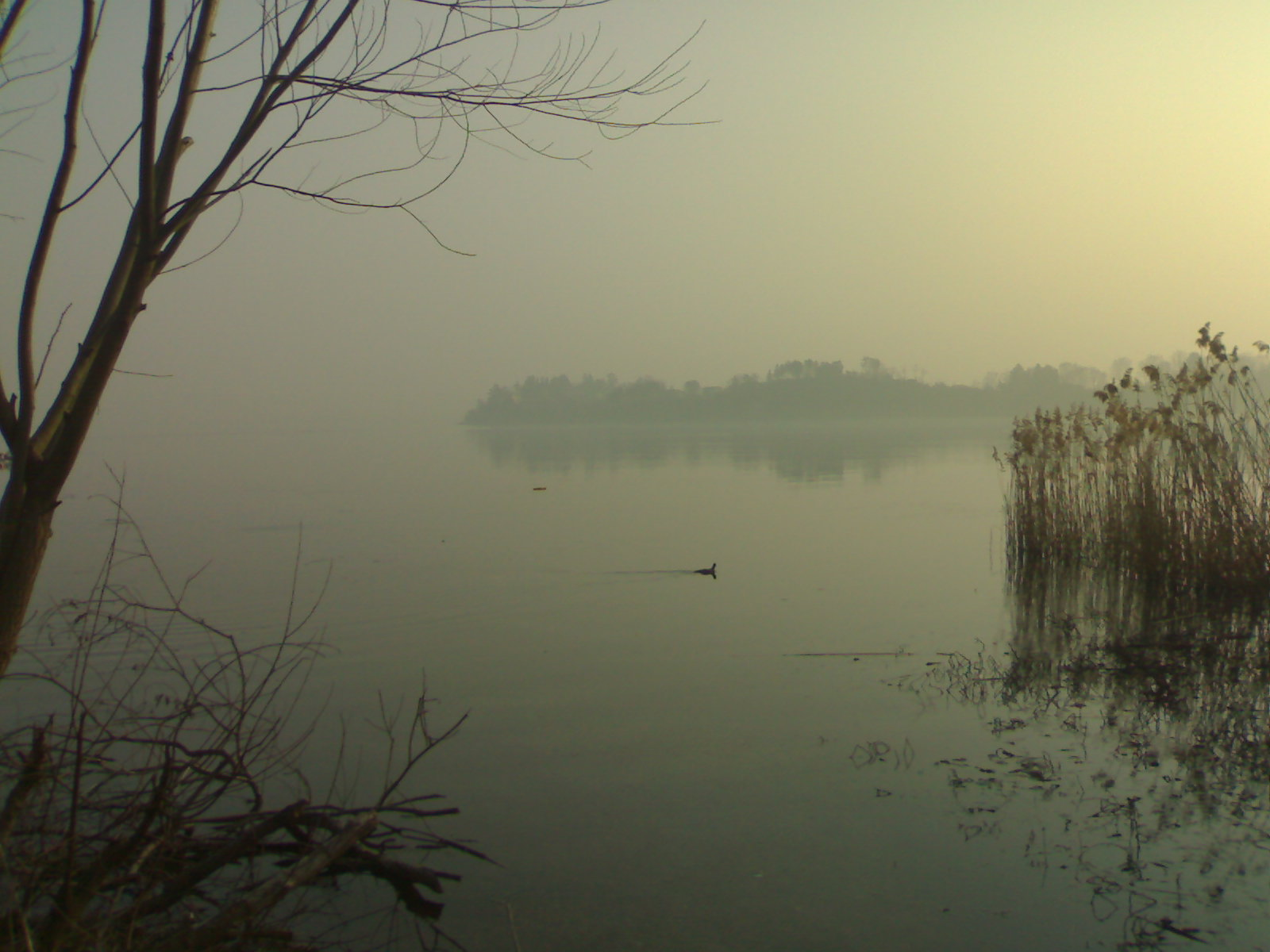
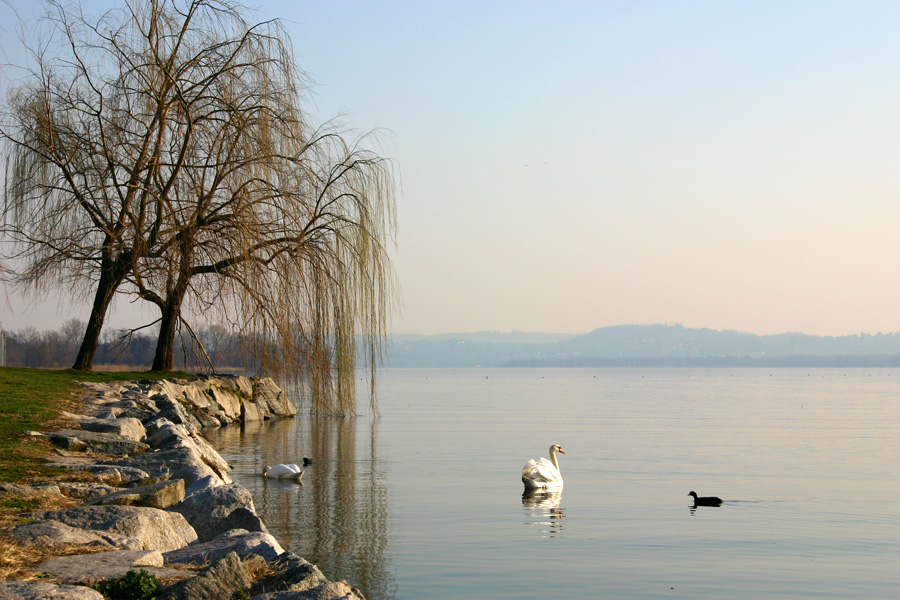
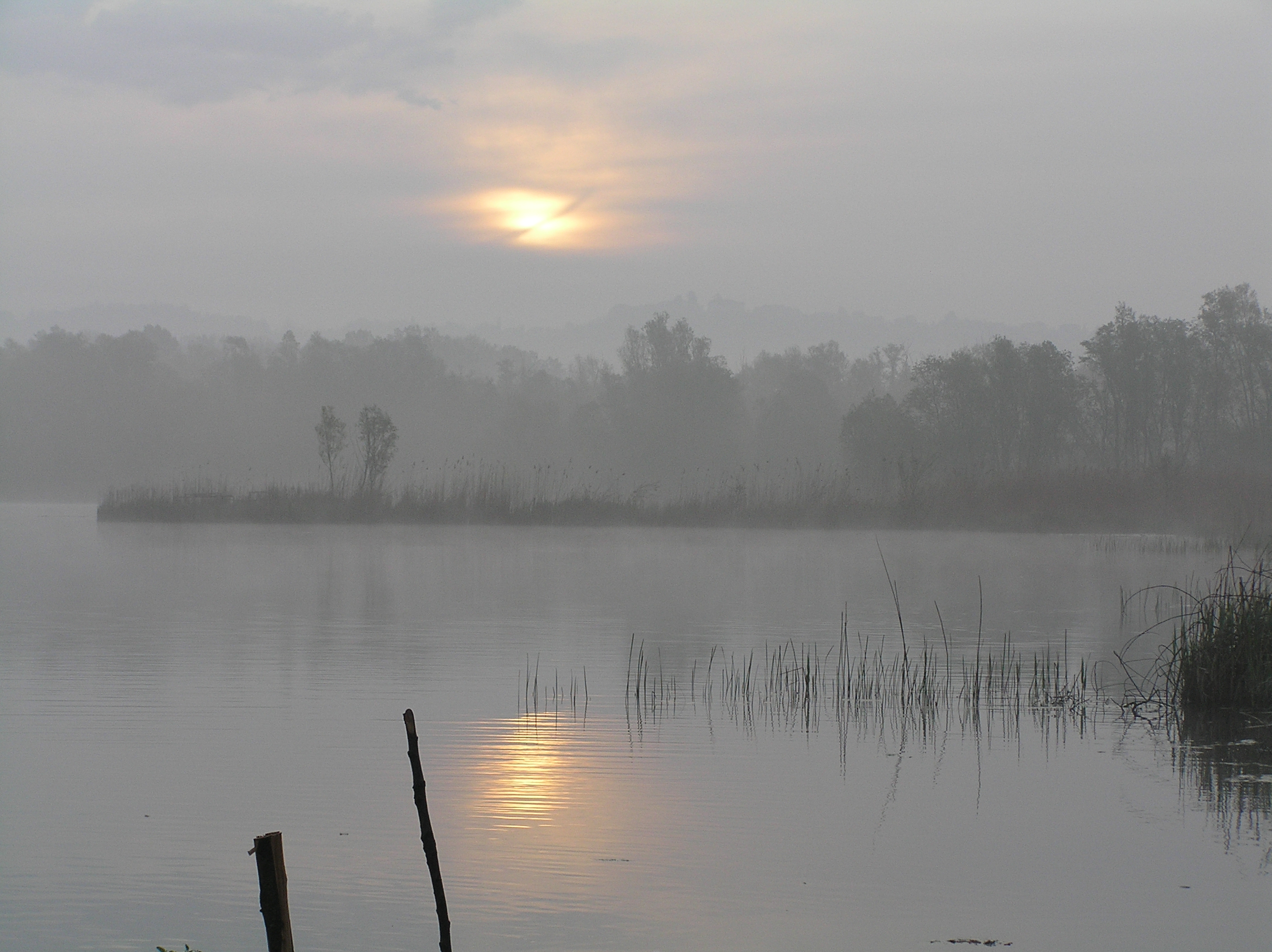
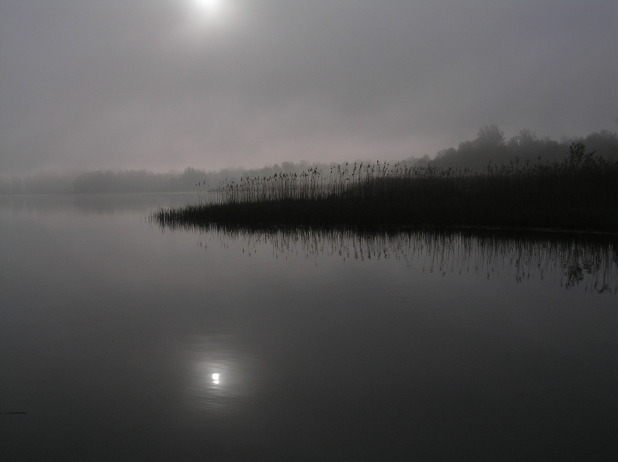